# Cathédrale Saint-Jean-Baptiste de Trnava
Cette  cathédrale n’est pas la seule cathédrale Saint-Jean-Baptiste.
La cathédrale Saint-Jean-Baptiste (en slovaque : Katedrála svätého Jána Krstiteľa) est un édifice religieux catholique sis dans la partie nord-est de la ville de Trnava en Slovaquie. Construite en 1629 et consacrée en 1637 comme église du collège jésuite y attenant, elle devint cathédrale de l'archidiocèse de Trnava lorsque celui-ci fut créé en 1978.

## Histoire
Au début du XVIIe siècle les Jésuites sont invités à Trnava (alors appelée ‘Nagyszombat’) dans le royaume de Hongrie pour y fonder une institution d’enseignement. Le comte palatin Nicolas Esterházy est très actif dans le travail de réforme catholique par l’éducation. L’église fait partie du complexe scolaire. Elle est construite par les Jésuites sur les fondations de l’ancienne église des Dominicains (et auparavant des Hospitaliers de Saint-Jean). Le comte Nicolas, bienfaiteur principal, en confie la construction, en 1629, aux maitres italiens Antonio et Pietro Spazzi.
L’église est consacrée le 30 aout 1637 par l'évêque d‘Eger, György Lippay, et la première messe y est célébrée par l’archevêque d’Esztergom, Imre Losy, successeur du cardinal Péter Pázmány, grand promoteur du renouveau catholique en Hongrie.
Lorsque la Compagnie de Jésus est supprimée (1773) et les Jésuites expulsés de leur collège, leur institution qui s’est développée au fil des temps en une université est transférée à Buda (1777), la ville de Trnava ayant perdu de son importance comme centre culturel hongrois. Église et cloître (du collège) sont utilisés comme hospices pour vétérans de guerre: l’endroit est appelé ‘Les Invalides’.

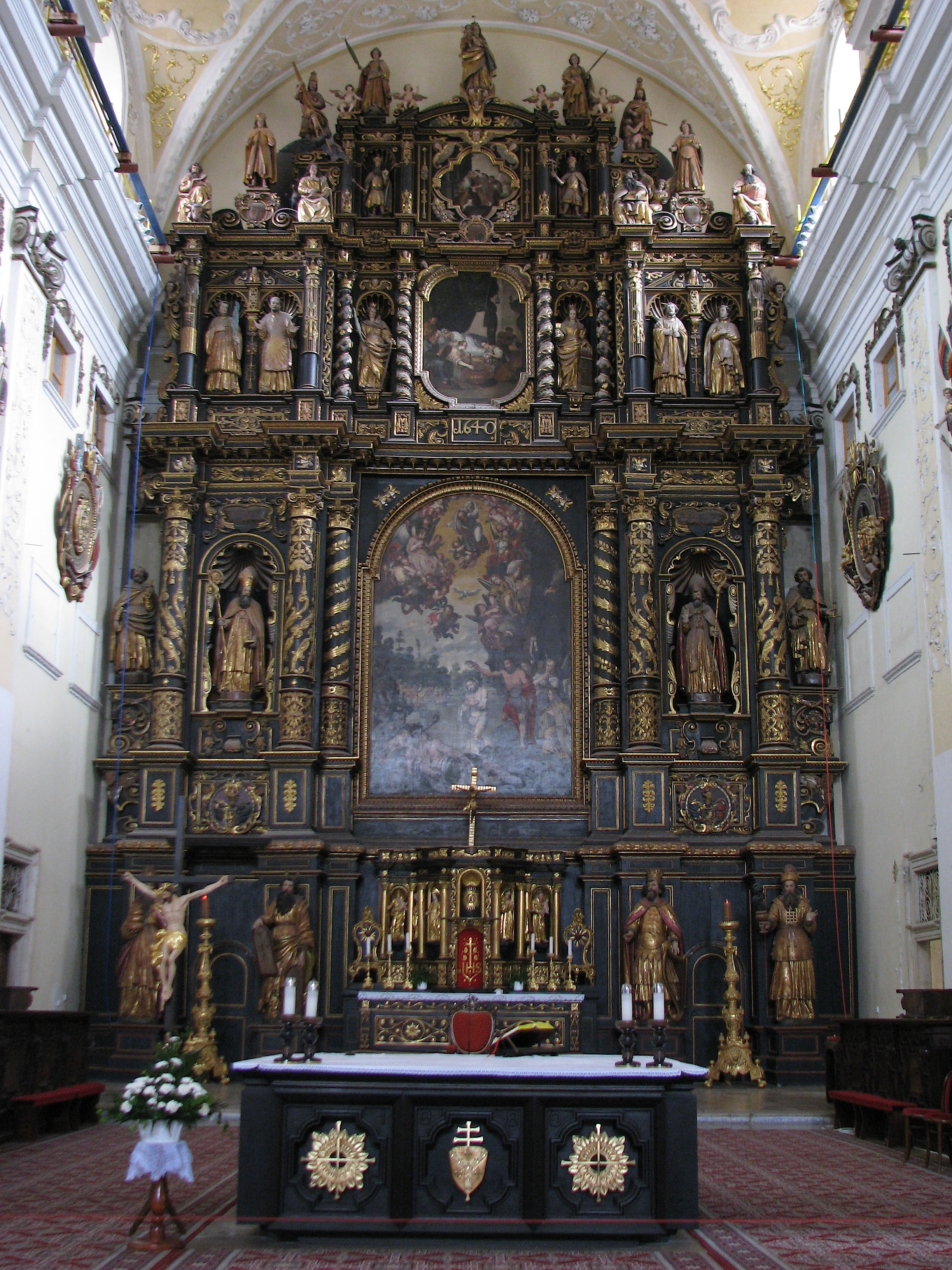
Le retable du maître-autel occupe tout le mur du fond du sanctuaire

Plus tard elle est devenue l’église du lycée et durant les années 1948 à 1977 elle était gérée comme simple paroisse. Cependant avec la création de l’archidiocèse de Trnava en 1978 (Bratislava devenant l’archidiocèse métropolitain de Slovaquie), elle retrouve une visibilité et son prestige comme cathédrale du nouvel archidiocèse.
En 2003, la cathédrale reçoit la visite du pape Jean-Paul II. Une statue de bronze du pape polonais devant le bâtiment en rappelle l’événement.

## Description

### Extérieur
L'église est longue de 61 mètres et large de 28,1 mètres, la hauteur intérieure étant de 20,3 mètres.
La façade principale est flanquée de deux tours carrées avec horloge. Elle est rythmée horizontalement par une triple corniche et verticalement par les pilastres entre lesquels se trouvent niches de saints et fenêtres. Sous les deuxième et première corniches, en travers de la façade et des tours, se lit la dédicace: 'DIVO IOANNI BAPTISTAE P.D.S. COMES NICOLAUS EZTERHAZI R.H. PAL.' (À saint Jean-Baptiste, le comte Nicolas Esterhazy, palatin du Royaume de Hongrie)

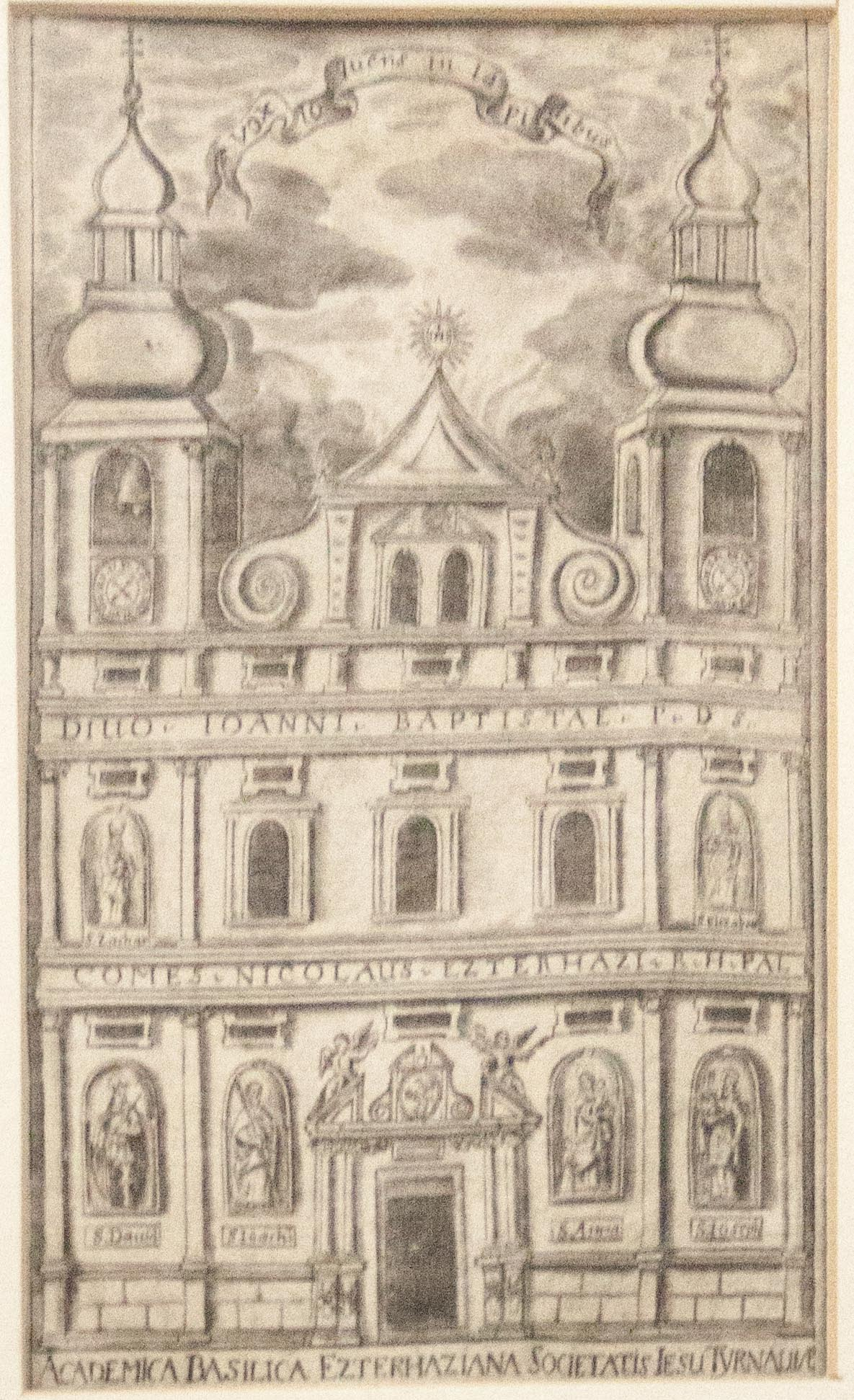
Façade de l'église (dessin du XVIIe siècle)

Le portail central, encadré de colonnes jumelées, est surmonté d'un pignon segmentaire avec motifs angéliques et, au centre, l'écusson de la famille Esterhazy, sculpté dans la pierre.
Dans les niches latérales se trouvent les statues des saints Joachim et Anne (parents de la Vierge Marie), et Elisabeth et Zacharie (parents de Jean-Baptiste). Dans les niches de la façade-sud se trouvent les apôtres Jude Thaddée, Jean, Matthieu et Barnabé.

### Intérieur
Les pilastres de l’église se terminent en  chapiteaux ioniques. Le plafond de la nef est voûté en berceau à lunettes. Les chapelles latérales sont voûtées de même manière. Le tout est décoré en style typiquement baroque : murs, voutes, chambranles des fenêtres et embrasures des baies sont richement ornées de stucs.
- En particulier sur les voûtes des sanctuaire et nef, des lunettes ovales de grande dimension illustrent les scènes plus importantes de la vie de saint Jean Baptiste : le saint devant Hérode, en prison, sa décapitation et la remise de sa tête à Salomé. Entre les lunettes, des médaillons plus petits contiennent d’autres épisodes de la vie du saint. Tout ce décor est œuvre des artistes italiens Giovanni Battista Rosso et Giacomo Tornini. (années 1639-1655). D’autres artistes contribuèrent également à ce décor vers la fin du siècle.
- Le maitre-autel est un spectaculaire chef-d’œuvre de style baroque primitif. Il occupe toute la hauteur du mur du chevet. L’architecture en bois à colonnes est haute de 20 mètres et large de 14 mètres : plusieurs sculpteurs sur bois furent mis à contribution. De nombreuses colonnes dorées divisent l’ensemble verticalement, créant des niches pour les saints et des tableaux. Des corniches le divisent horizontalement en quatre étages. Le deuxième étage, juste au-dessus de la table d’autel, est dominé par la peinture illustrant le 'baptême de Jésus au bord du Jourdain'. Tout l’ensemble est polychrome.
- La chaire de vérité adossée au pilier gauche de la nef date de 1637. Sur la face extérieure de la cuve : les statues des Pères de l'Église. L’abat-voix, en forme de couronne, est surmonté de la statue du Christ ressuscité tenant sa croix.
- Les armoiries de défunts de la famille Esterhazy se trouvent sur les murs latéraux du sanctuaire.
- Les premières chapelles latérales, près du sanctuaire sont dédiées à saint Ignace de Loyola (à gauche) et de saint François-Xavier (à droite), fondateurs de la Compagnie de Jésus. Les autels des multiples chapelles latérales datent également du XVIIe siècle.
- Dans la crypte, sous l‘église, se trouvent les sépultures des membres de la famille Esterhazy et de jésuites décédés au collège de Trnava.